# Neobezzia wirthi
Neobezzia wirthi är en tvåvingeart som beskrevs av Gustavo R. Spinelli och Felippe-bauer 1990. Neobezzia wirthi ingår i släktet Neobezzia och familjen svidknott. Inga underarter finns listade i Catalogue of Life.